# 어소시에이티드 텔레비전
어소시에이티드 텔레비전(영어: Associated Television, ATV)은 영국 잉글랜드 중부 지역을 수신 대상으로 한 텔레비전 방송사이다.
런던 (토요일과 일요일)에 방송이 (월요일 ~ 금요일) 중앙 영국에서 방송하는 동안 1955년 9월 24일부터 1956년에 시작했다.

## 같이 보기
- ITV (텔레비전 네트워크)